# Maricá
Maricá è un comune del Brasile nello Stato di Rio de Janeiro, parte della mesoregione delle Baixadas Litorâneas e della microregione di Lagos.

## Organizzazione territoriale
Maricá è amministrativamente diviso in 4 distritos (distretti) e 50 bairros (quartieri).
- 1º Distrito - Centro: Araçatiba, Barra de Maricá, Camburi, Caxito, Centro, Condado de Maricá, Flamengo, Itapeba, Jacaroá, Lagarto, Marquês de Maricá, Mumbuca, Parque Nanci, Pilar, Pindobas, Ponta Grossa, Restinga de Maricá, Retiro, São José do Imbassaí, Silvado, Ubatiba e Zacarias.

- 2º Distrito - Ponta Negra: Balneário Bambuí, Bananal, Caju, Cordeirinho, Espraiado, Guaratiba, Jaconé, Jardim Interlagos, Manoel Ribeiro, Pindobal, Ponta Negra e Vale da Figueira.

- 3º Distrito - Inoã: Calaboca, Cassorotiba, Chácaras de Inoã, Inoã, Santa Paula e Spar.

- 4º Distrito - Itaipuaçu: Barroco, Cajueiros, Itaocaia Valley, Jardim Atlântico Central, Jardim Atlântico Leste, Jardim Atlântico Oeste, Morada das Águias, Praia de Itaipuaçu, Recanto de Itaipuaçu e Rincão Mimoso.